# فيلا مينوتسو
فيلا مينوتسو (بالإيطالية: Villa Minozzo)‏ هي بلدية في مقاطعة ريدجو إميليا في إقليم إميليا رومانيا الإيطالي.

## السكان
في سنة 1861 بلغ عدد السكان 6٬860 نسمة، وتطور العدد ليصل في سنة 2011 لـ 3٬900 نسمة.
يظهر هذا المخطط البياني تطور النمو السكاني لـ فيلا مينوتسو